# Lorenzo Altieri
Lorenzo Altieri (ur. 10 czerwca 1671 w Rzymie, zm. 3 sierpnia 1741 tamże) – włoski kardynał.

## Życiorys
Kardynałem został na konsystorzu w dniu 13 listopada 1690 r., w wieku 19 lat dzięki protekcji swojego wuja kardynała Paluzzo Paluzzi-Altieri. Służył jako legat w Urbino (1696) i w Rawennie (1735). Nigdy nie otrzymał święceń kapłańskich, dopiero w 1700 został wyświęcony na diakona. Uczestniczył w konklawe 1691, 1700, 1721, 1724 i 1730. Z powodu choroby nie był natomiast obecny na konklawe 1740. Jako kardynał protodiakon (od 22 marca 1730) koronował papieża Klemensa XII. Starszy brat kardynała Giovanni Battista Altieri, mianowanego w 1724.
Zmarł w Rzymie w wieku 70 lat, po długiej chorobie. Zgodnie z własną wolą został pochowany w kościele S. Maria in Portico.